# Vennen, heiden en moerassen rond Turnhout
Vennen, heiden en moerassen rond Turnhout is een Natura 2000-gebied (habitatrichtlijngebied BE2100024 en vogelrichtlijngebied 'Arendonk, Merksplas, Oud-Turnhout, Ravels en Turnhout' (BE2101538)) in Vlaanderen. Het Turnhouts Vennengebied bevindt zich in de Noorderkempen, in het noordoosten van de provincie Antwerpen. Het habitatrichtlijngebied bestaat uit zestien deelgebieden in zes gemeenten. Het vogelrichtlijngebied bestaat uit twee deelgebieden die bijna volledig gescheiden zijn door de vallei van de rivier de Aa, met slechts een klein raakpunt.
In het gebied komen twintig Europees beschermde habitattypes voor: actief hoogveen, blauwgraslanden, droge heide droge heide op jonge zandafzettingen, eiken-beukenbossen op zure bodems, eiken-beukenbossen zonder wilde hyacint, glanshaver- en grote vossenstaartgraslanden, heischrale graslanden en soortenrijke graslanden van zure bodems, kalkmoeras, ondiepe beken en rivieren met goede structuur en watervegetaties, open graslanden op landduinen, oude eiken-berkenbossen op zeer voedselarm zand, slenken en plagplekken op vochtige bodems in de heide, valleibossen, elzenbroekbossen en zachthoutooibossen, vochtige tot natte heide, voedselarme tot matig voedselarme verlandingsvegetaties, voedselarme tot matig voedselarme wateren met droogvallende oevers, voedselarme zwak gebufferde vennen die niet vaak droogvallen, voedselrijke, gebufferde wateren met rijke waterplantvegetatie, zure bruingekleurde vennen.

Er komen twintig Europees beschermde soorten voor in het gebied: blauwborst, blauwe kiekendief, boomleeuwerik, drijvende waterweegbree, franjestaart, gevlekte witsnuitlibel, grote modderkruiper, grote zilverreiger, heikikker, ijsvogel, kamsalamander, kleine modderkruiper, laatvlieger, middelste bonte specht, nachtzwaluw, poelkikker, rosse vleermuis, rugstreeppad, wespendief, zwarte specht.
Gebieden die deel uitmaken van het Natura 2000-gebied zijn onder andere: Turnhouts Vennengebied, het Moer, De Liereman-Korhaan, Het Goorken, Rode Del, Hooiput, gewestbos Ravels, Dombergheide, Geleeg, Meergoren en Werkendam.

## Afbeeldingen

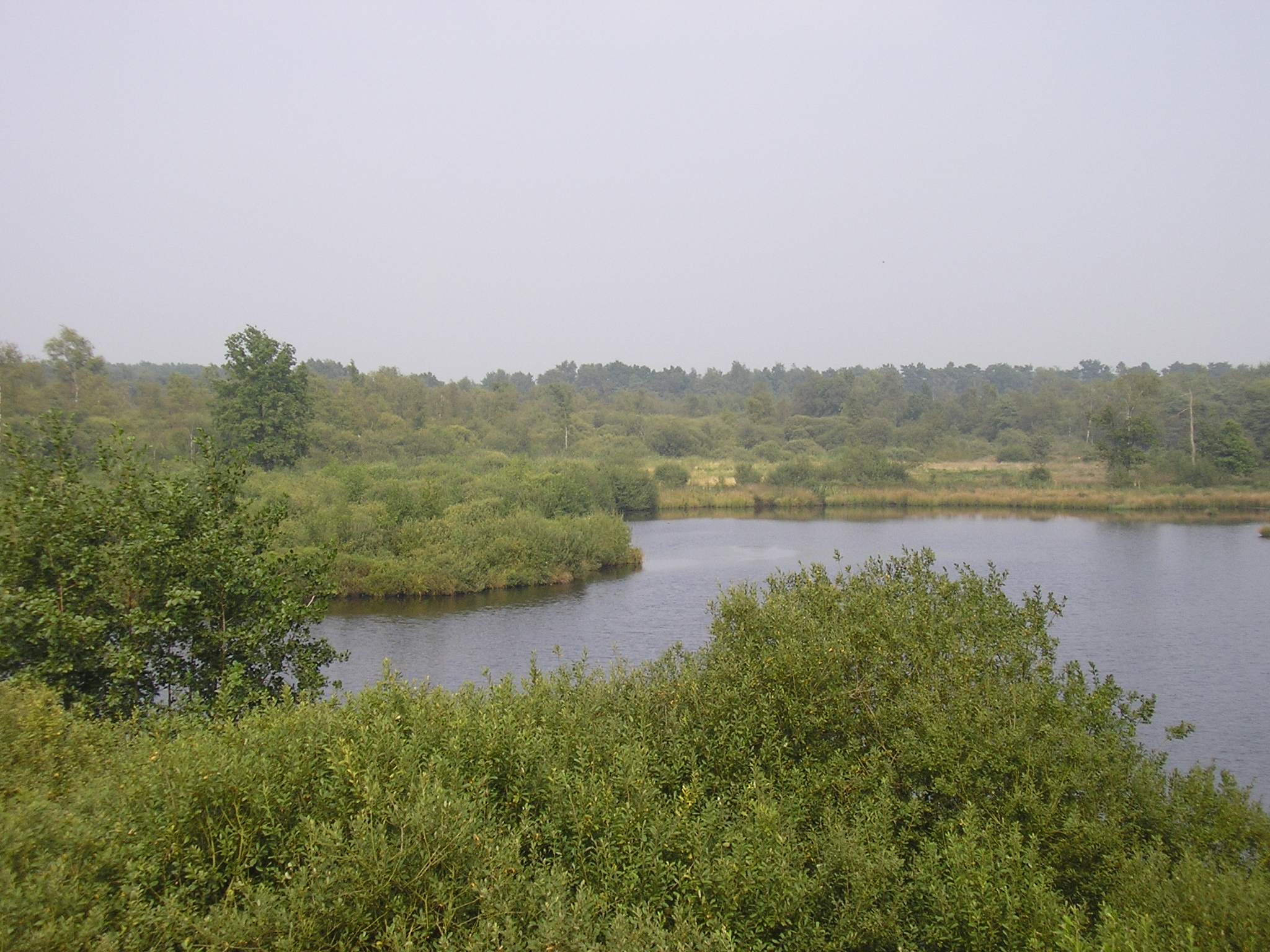
De Liereman
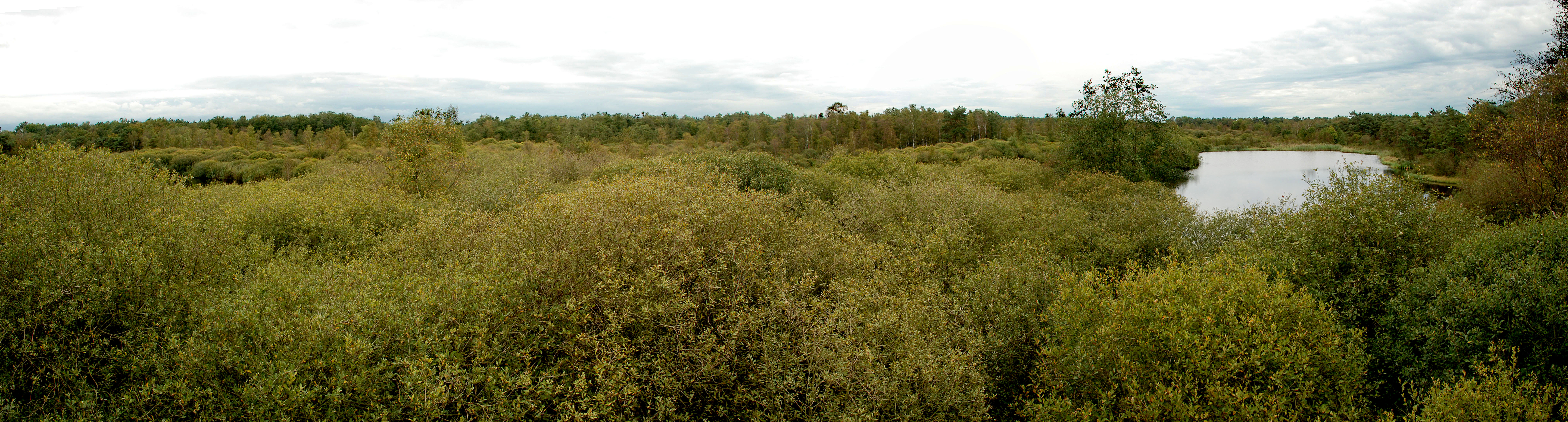
De Liereman
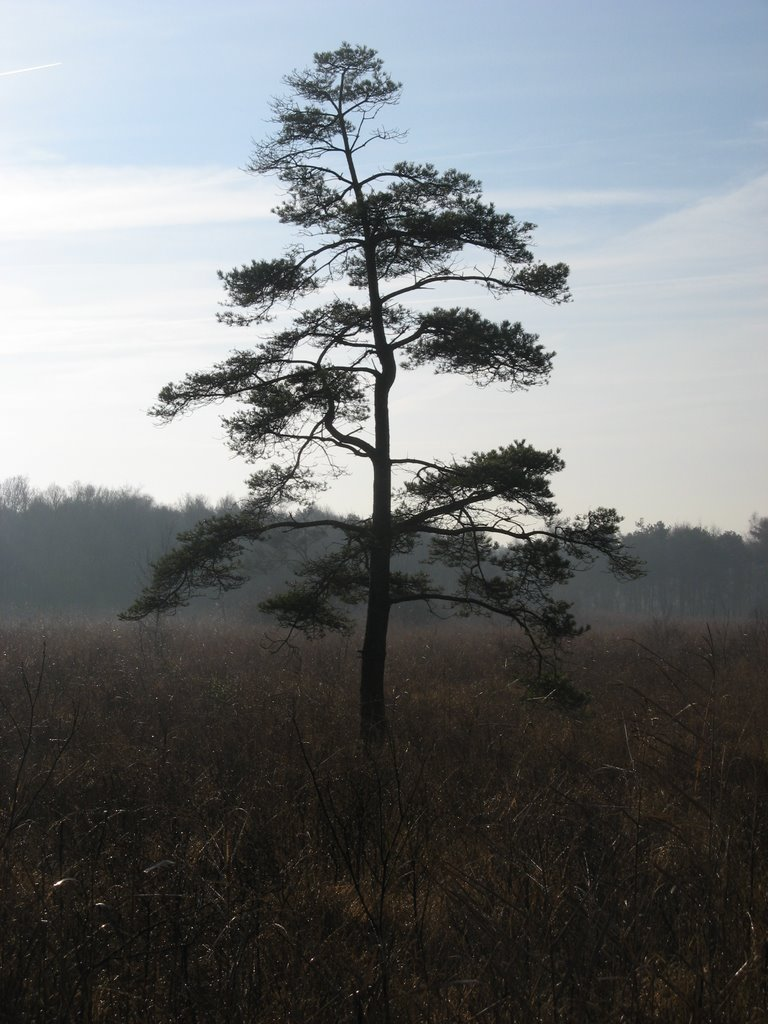
De Liereman
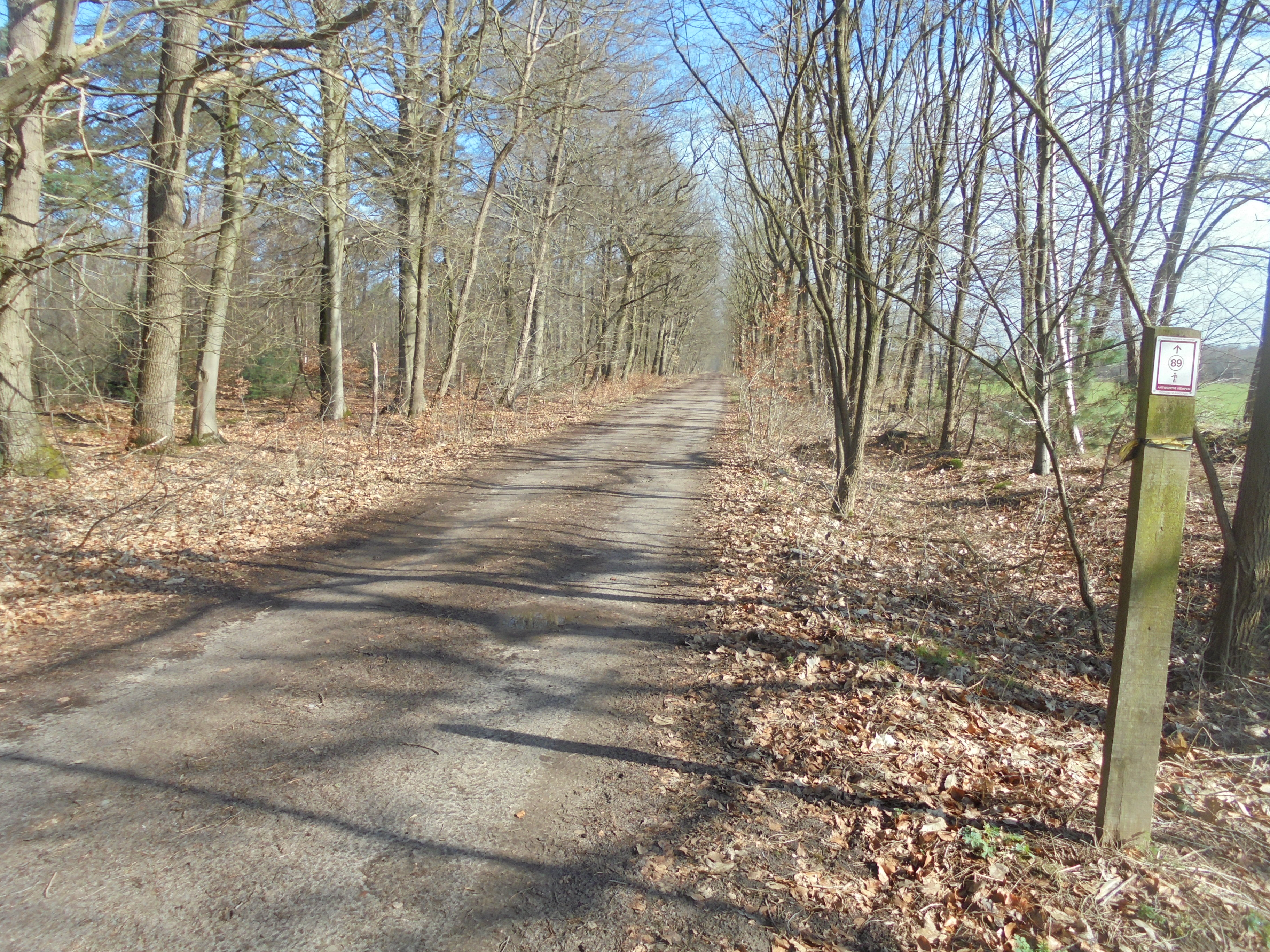
Gewestbos Ravels
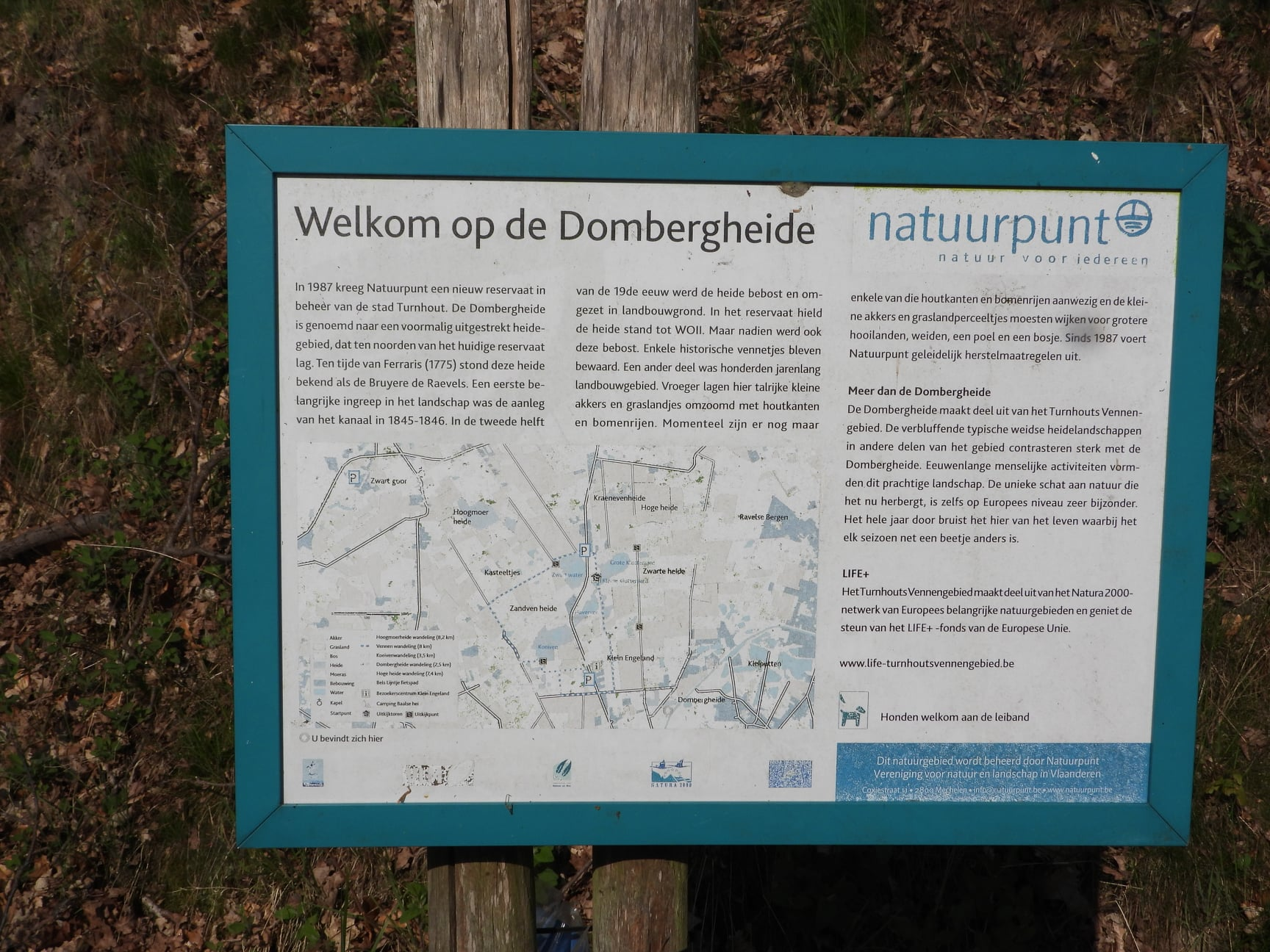
Dombergheide
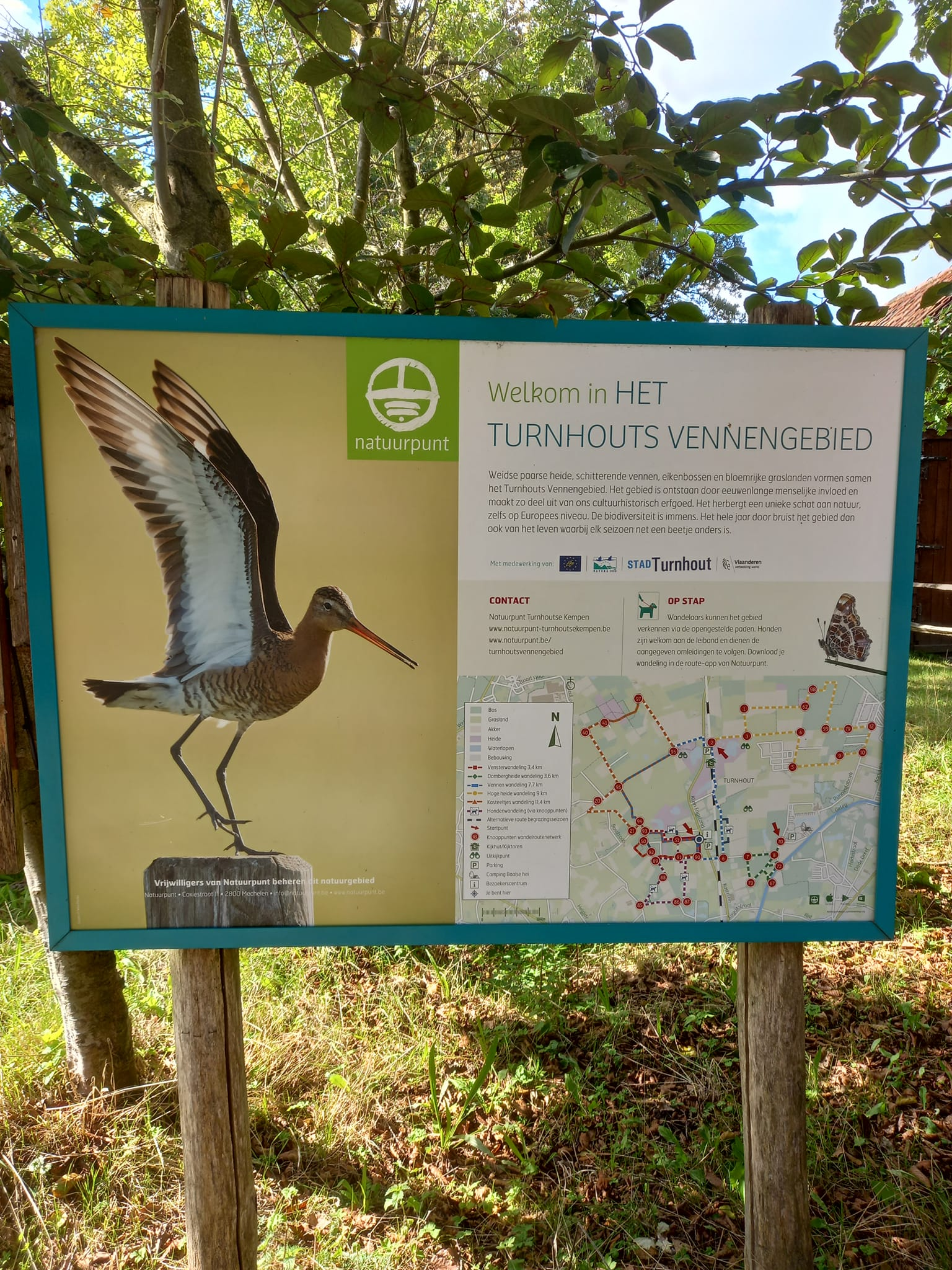
Infobord Turnhouts vennengebied